# Pomeranec
Pomeranec je pasma psa.

## Izvor
Predniki pomerancev so vlečni psi Laponske in Islandije. Kasneje so to pasmo naselili v pokrajino Pomeranija ob Baltiku (obalne pokrajine današnje Poljske in Nemčije, kjer so vladali Kelti, Poljaki in drugi slovanski narodi). Rejniki v Pomeraniji so prilagodili psa mestnemu življenju, vendar je še vedno tehtal okoli 10 kg, ko so ga prinesli v Anglijo. Angleški rejniki so zaslužni za zmanjšanje velikosti pomeranca ter za raznolikost barv. Danes je pomeranec majhen pes, predvsem zaradi selektivnega parjenja ter nadzorovane reje, vendar pasma še vedno ohranja gosto dlako in lastnosti značilne za polarne pse.
Pomeranca je angležem prvič predstavila kraljica Charlotte, vendar je pravo popularnost pridobil ob vrnitvi kraljice Viktorije iz počitnic v Firencah, s pomerancem po imenu Marco. Najbližji sorodniki pomerancem so samojed, norveški losovec ter celotna skupina špicev.

## Izgled
Pomeranec običajno tehta med 1.7 kg in 4 kg. Ima gosto, dolgo dlako, ki je lahko bela, rjava, oranžna, rdeča, siva, črna, krem, dvobarvna-bela, črna z ožigi, oranžna, rdeča in krem s črnimi konicami. Pomeranci imajo dvojno dlako, ki je sestavljena iz zelo mehke poddlake in bujne krovne dlake katero samci menjajo enkrat na leto. 
Imajo kratek, šiljast nos, temno rjave oči, majhna uhlja ter nazaj zavihan, visoko štrleč rep, ki je tudi neke vrste zaščitni znak te pasme. Pomeranci zbujajo pozornost predvsem zaradi navidezno kvadratastega telesa, ki skupaj z dlako ustvari izgled velike kosmate kepice. Velikokrat ga po izgledu primerjajo z majhno lisičko.